# Conte des deux frères
Le Conte des deux frères est une histoire égyptienne qui date du règne de Séthi II, qui régna au XIIe siècle avant notre ère à la XIXe dynastie (Nouvel Empire). L'histoire est consignée dans le papyrus d'Orbiney, actuellement conservé au British Museum qui l'a acquis en 1857. 

## Histoire
Il était une fois deux frères nés du même père et de la même mère : Anubis et Bata. L'aîné Anubis est marié avec une femme dont le nom est inconnu. Le couple vit plutôt oisivement dans une ferme. Le frère cadet, Bata est un jeune homme vigoureux et travailleur. Serviteur efficace de son aîné, il s'occupe de tous les travaux de la ferme. Il tisse les vêtements, garde les bovins dans les prés, laboure les champs et bat les récoltes. Chaque jour Bata dépose devant Anubis et sa femme les produits agricoles. En échange, Bata reçoit un peu de nourriture qu'il mange dans l'étable avec les vaches. Proche de ses bêtes, Bata dort avec elles. Il est aussi capable de leur parler. Sur les conseils du troupeau, Bata trouve les meilleurs prés. C'est ainsi que l'abondance règne dans la ferme, les vaches sont grasses et mettent bas de nombreux veaux. 
La saison des labours arrive. Les frères travaillent ensemble sur leurs terres durant de nombreux jours. Puis vient le jour d'ensemencer les champs. Anubis ordonne à Bata d'aller au village chercher des graines. Bata court vers la ferme et demande à l'épouse d'Anubis de lui donner les semences. L'épouse occupée à sa coiffure dit à Bata de se servir dans le grenier et de prendre autant de grains qu'il lui plaira. Bata prend alors une grande jarre car il veut emporter une grande quantité de semence. En sortant du grenier, Bata croise l'épouse d'Anubis. Cette dernière est émerveillée par sa force car il porte une lourde charge sur ses épaules, l'équivalent de trois sacs d'orge et de deux sacs de froment. Devant la grande vigueur de Bata, l'épouse ressent du désir amoureux et lui propose de passer une heure ensemble. Mais Bata se met en colère et rejette ses avances. Il veut rester fidèle à son frère Anubis, qu'il respecte comme un père.
Bata retourne à ses travaux d'ensemencement et ne dit rien à son frère de cette mésaventure.
Le soir venu Bata mène le bétail à l'étable et Anubis rentre chez lui auprès de sa femme. Mais la maison est plongée dans le noir. La lumière est éteinte et le repas du soir n'est pas préparé. Dans la crainte d'une dénonciation, l'épouse qui a été prise de désir, dans sa panique, s'est enduite de graisse et de suif pour faire croire qu'elle a été battue. La femme dit à Anubis que Bata a voulu la séduire mais que devant son refus, il l'a battue. Elle ajoute que si Anubis permet à Bata de continuer à vivre, elle se tuera avant que ce dernier ne s'en prenne à elle. 
Croyant les dires mensongers de son épouse, Anubis se met en colère. Il aiguise la lame de son arme et se rend vers l'étable pour tuer son frère. Bata sur le chemin du retour est prévenu des mauvaises intentions d'Anubis. Par deux fois, des vaches le mettent en garde. Bata s'enfuit avec Anubis à ses trousses. Bata prend à témoin Rê-Horakhty, le juge qui sait voir le vrai et le faux. Le dieu entend les plaintes de Bata. Pour le sauver d'Anubis, il crée une grande étendue d'eau infestée de crocodiles. Chaque frère se trouvant sur l'une des deux rives. Anubis ne peut traverser. Mais tente par deux fois de lancer son arme vers Bata pour le tuer. Bata de son côté crie à son frère son innocence. Au lever du jour, sous le regard de Rê, Bata se justifie auprès de son frère. Il rappelle à Anubis les bons jours que tous deux ont passé ensemble. Pour lui, la tentative de meurtre est une grande infamie. Bata affirme que la femme est une menteuse. Pour souligner sa sincérité, il coupe ses organes génitaux et les jette dans l'eau, où un poisson les mange. Éprouvant une grande faiblesse, Bata se décide à aller dans la vallée de l'arbre-Ash.
Avant de partir, Bata informe son frère de deux détails. Premièrement, Bata déposera son cœur dans la fleur de l'arbre-Ash. Cet arbre sera coupé, le cœur chutera à terre et Bata tombera mort. Deuxièmement, Anubis sera prévenu de ce fait lorsque dans un pot sa bière moussera. Il devra alors prendre soin de son frère en retrouvant son cœur dans un délai de sept années. Anubis, maintenant persuadé de l'innocence de Bata, adopte une attitude de deuil. De retour chez lui, il tue son épouse et jette le corps aux chiens.
En attendant ce jour funeste, Bata se construit une maison dans la vallée de l'arbre-Ash tout en vivant des produits de la chasse. Un jour l'Ennéade vient à sa rencontre. Face à la solitude de Bata, les dieux ordonnent à Khnoum de lui façonner une épouse. D'une beauté merveilleuse, cette femme porte en elle une parcelle de chaque dieu. Cependant, les sept Hathor lui prédisent une destinée funeste avec une vie abrégée par la violence. Devant la beauté de la femme, Bata tombe amoureux d'elle et lui confie le secret de la fleur. Le dieu de l'eau s'éprend lui aussi de cette femme. Il ordonne à l'arbre-Ash de s'emparer d'elle. Mais il ne réussit qu'à lui arracher une mèche de ses cheveux. L'eau emporte cette tresse jusqu'à la rive qui borde la blanchisserie du palais de Pharaon. L'odeur divine de la tresse imprègne l'eau et les vêtements de Pharaon s'en trouvent couverts. Cette odeur délicate cause un grand trouble dans le palais ; le blanchisseur est accablé de reproches car il n'en connaît pas l'origine. Il se rend au bord de l'eau. Là, il trouve la tresse de cheveux parfumés puis l'apporte à Pharaon. Les mages royaux lui conseillent de se faire amener la femme de Bata car cette dernière est une fille de Rê. Aussitôt, Pharaon envoie ses hommes vers la femme mais Bata les tue. Pour le vaincre, Pharaon décide alors d'envoyer toute une armée. Finalement, on amène la femme de Bata au souverain qui, sous le charme, accepte toutes les volontés de cette nouvelle reine. Trahissant Bata, elle révèle à Pharaon le secret de la vie de son mari. Celui-ci fait alors couper l'arbre-Ash, la fleur renfermant le cœur tombe à terre et Bata succombe, mort. 
Anubis reçoit alors un pot de bière mousseuse, et part à la vallée du Cèdre. Il cherche le cœur de son frère pendant plus de trois ans, le trouve au début de la quatrième année. Il suit les instructions de Bata et met le cœur dans un bol d'eau froide. Comme prévu, Bata ressuscite. Il prend alors la forme d'un taureau et va voir sa femme et le pharaon. Sa femme demande à Pharaon, consciente de la présence de Bata en taureau, si elle peut manger son foie. Le taureau est ensuite sacrifié, et deux gouttes de son sang perlent au sol, à partir desquelles poussent deux arbres Persea. Bata, désormais sous la forme d'un arbre, s'adresse à nouveau à sa femme. Alors elle fait encore appel à Pharaon lui demandant d'abattre les arbres Persea et de les utiliser pour fabriquer des meubles. Son caprice étant satisfait, une écharde cependant se retrouve dans la bouche de la femme, et la féconde. Elle donne finalement naissance à un fils, que le pharaon désigne comme prince héritier. Lorsque Pharaon meurt, le prince héritier (une réincarnation de Bata) devient roi, et il nomme son frère aîné Anubis comme prince héritier. L'histoire se termine heureusement, avec les frères en paix et maîtres de leur pays.

## Postérité
Ce conte est référencé comme une version du conte-type AT 303 dans la classification Aarne-Thompson. On le retrouve sous la forme de très nombreuses variantes, souvent très éloignées du texte égyptien, dans le folklore international. Kurt Ranke a par exemple proposé en 1934 un catalogue de 770 « contes des Deux Frères », dont le seul point vraiment commun semble être le motif du « signe de vie », même si dans la version égyptienne il s'agit d'un pot de bière, alors que plus fréquemment il prend la forme d'un couteau (dont un côté de la lame rouille ou noircit lorsqu'il arrive malheur à l'un des deux frères).
- Le Livre de la Genèse (39, 1-20) reprend une partie de l'histoire des deux frères, faisant du juif Joseph le serviteur fidèle de l'Égyptien Putiphar. Pas plus que dans Le conte des deux frères, la femme de Putiphar n'est nommée. Le chaste Joseph est envoyé en prison sur la dénonciation de l'épouse, pour s'être refusé à elle.
- Conte d'Afanassiev : Les Deux Ivan-fils-de-soldat (Два Ивана солдатских сына). Ce conte (Af 155/92), traduit par Lise Gruel-Apert, figure en appendice dans l'édition José Corti, ainsi que dans les Contes populaires russes (tome I) publiés chez Imago.
- Conte de Grimm : Les Deux frères (Die zwei Brüder). C'est le plus long des Contes de l'enfance et du foyer (KHM 60). Il a été traduit notamment par Natacha Rimasson-Fertin dans les Contes pour les enfants et la maison (tome I), Éd. José Corti.